# Улица Истиглалият
Улица Истиглалият (азерб. Istiqlaliyyət küçəsi) — одна из старейших и центральных улиц Баку. 

## История
Названия улицы — «Николаевская» улица, (названная в честь русского царя Николая I), после революции — «Парламентская», в советское время — «Коммунистическая». После обретения Азербайджаном независимости в 1991 году улица переименована в «Истиглалият», что на азербайджанском языке означает «Независимость».

## Примечательные здания и сооружения

Памятник Ю. Мамедалиеву у здания Президиума НАН Азербайджана

- д. 2 — Азербайджанская государственная филармония.
- д. 3 — Бакинский дом наследников К. Я. Зубалова[1] (ныне — Представительство ООН в Азербайджане)
- Станция метро «Ичери Шехер».
- д. 4 — Здание Исполнительной власти города Баку.
- д. 6 — Азербайджанский государственный экономический университет.
- д. 8 — Институт рукописей НАНА. Дом-музей поэта Гусейн Джавида.
- д. 10 — Здание президиума Академии наук Азербайджана.
- д. 19 — Здание Президентского аппарата.
- д. 27 — Западно-Каспийский университет.
- д. 31 — Дом Мирзабековых
- д. 35 — Дом-музей Наримана Нариманова.
- д. 53 — Национальный музей азербайджанской литературы имени Низами Гянджеви.

## Галерея

Николаевская
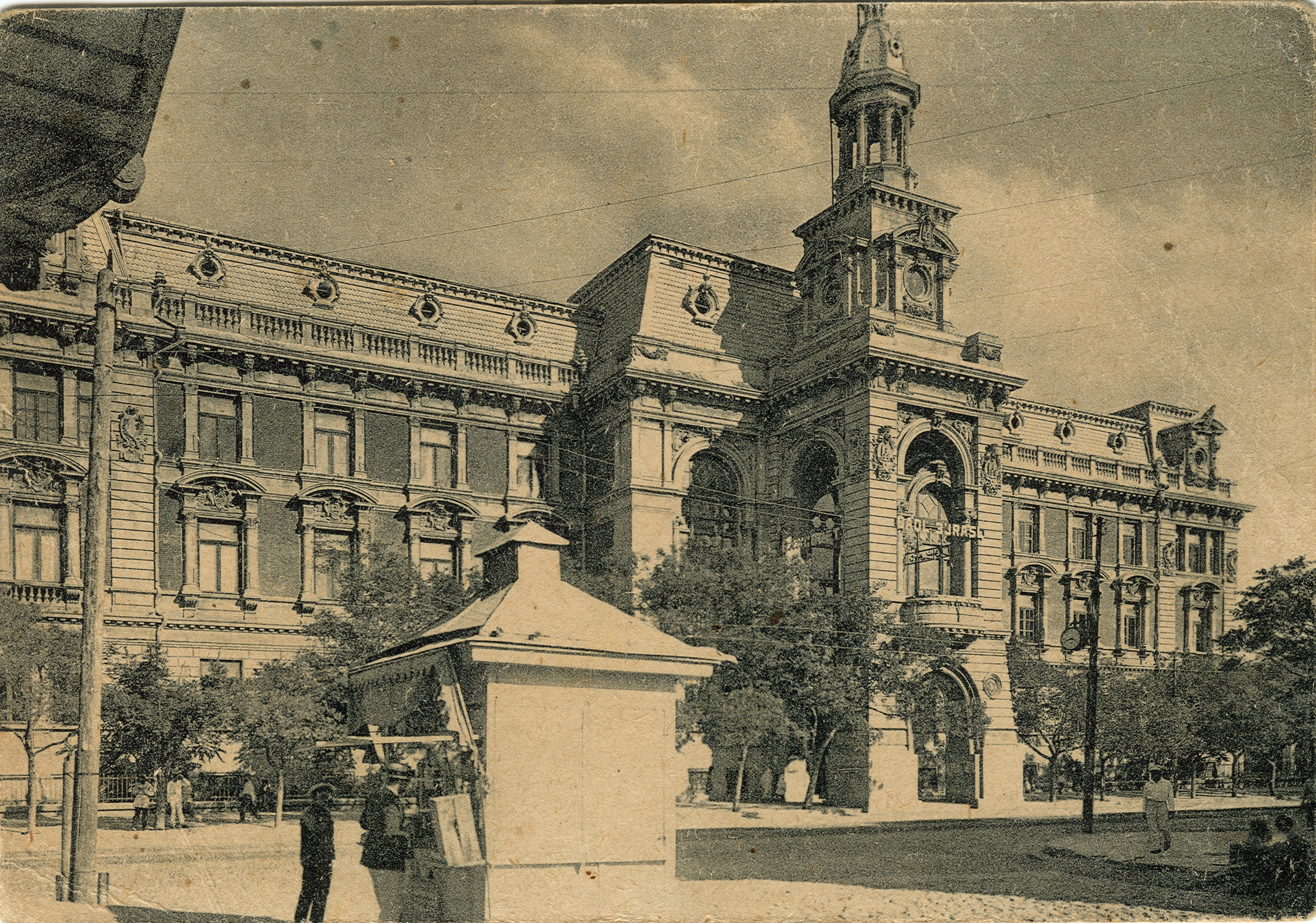
Здание Бакинской городской Думы.
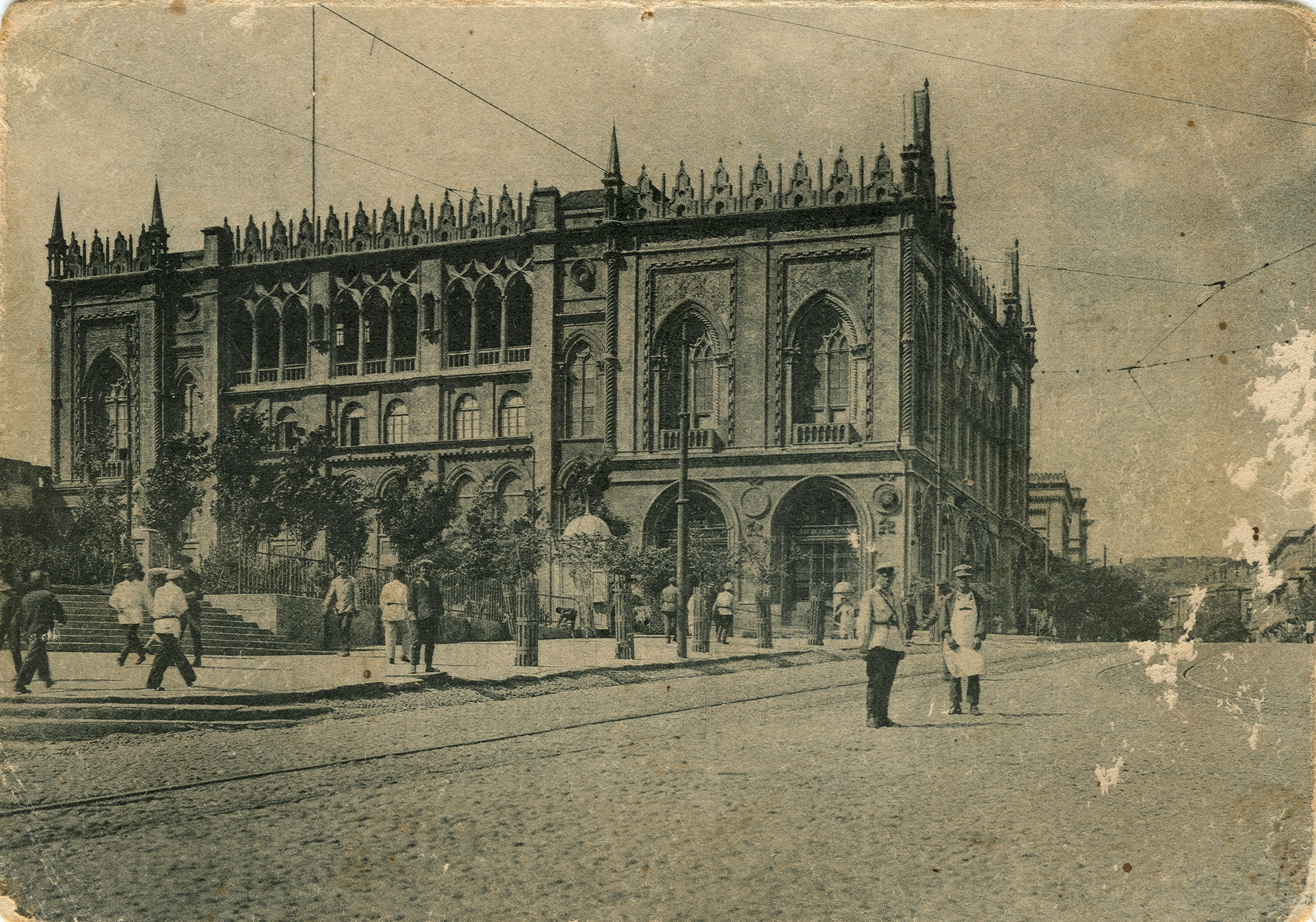
Здание «Исмаилийя».
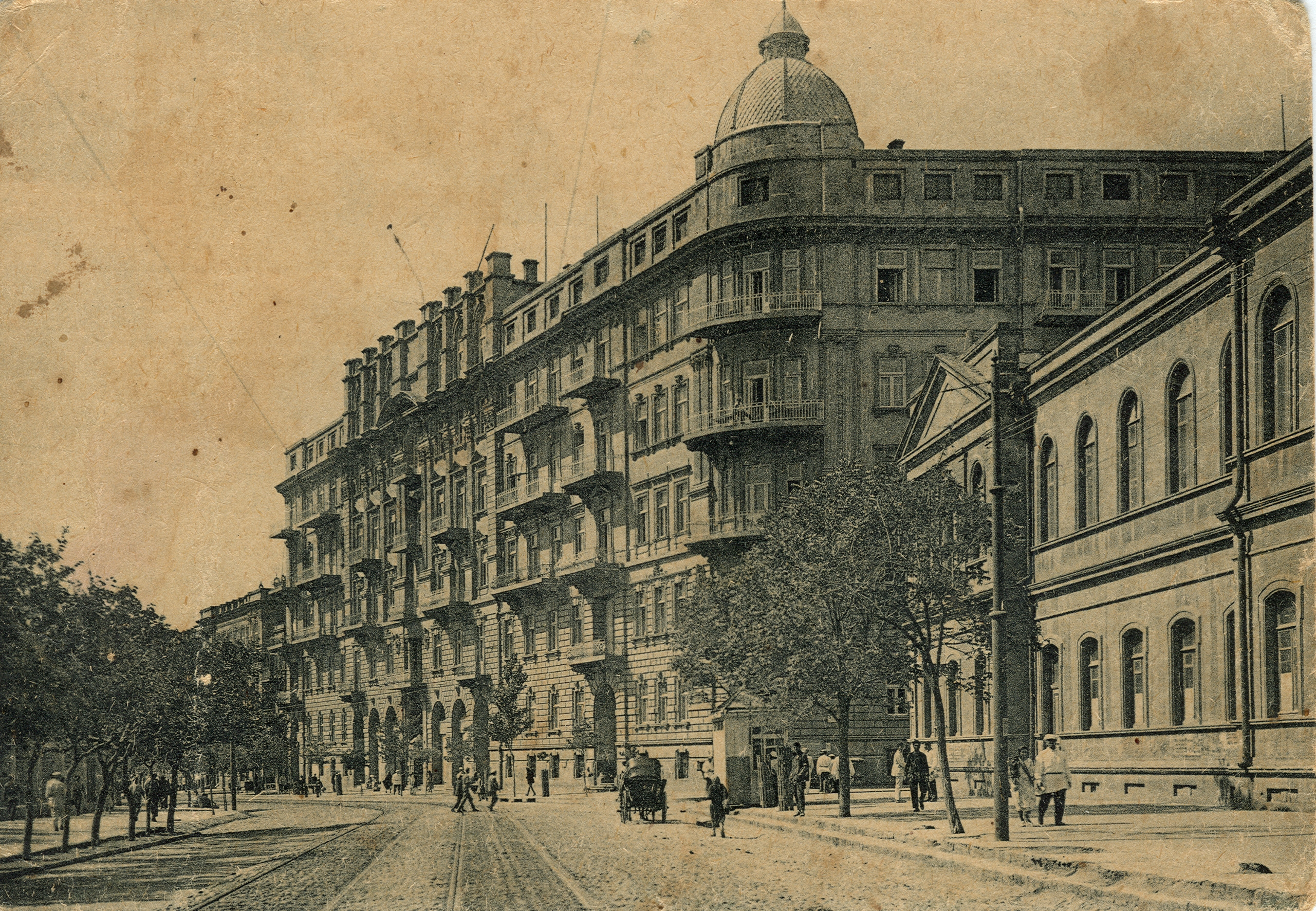
Доходный дом Мирзабековых на улице Истиглалият в Баку.
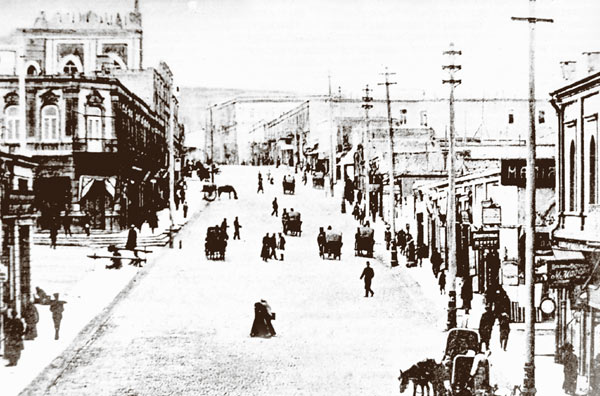
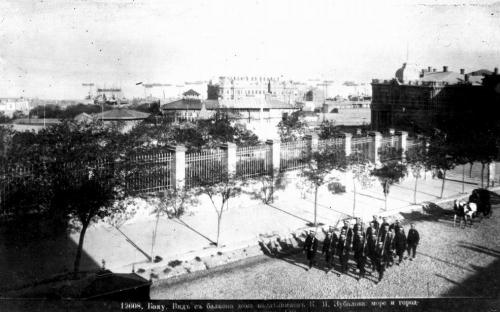
Оригинальный текст (рус.)Вид на море и городской сад с балкона дома наследников Зубалова К.Я.
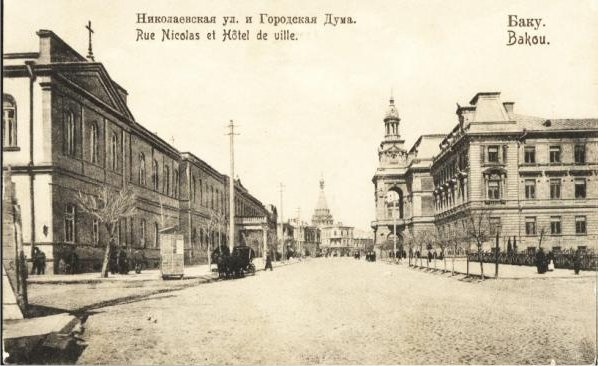
Городская Дума (вдали виден Собор Александра Невского)
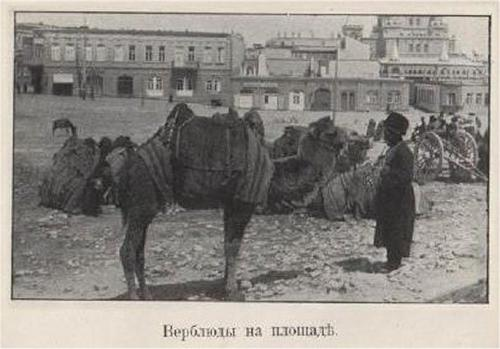
Верблюды на Николаевской площади
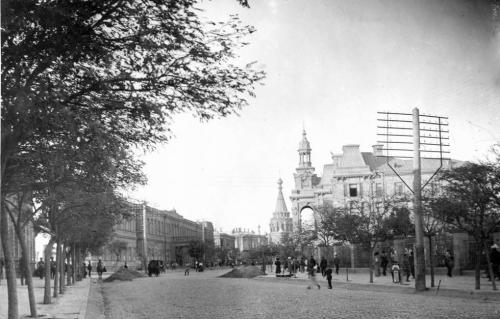
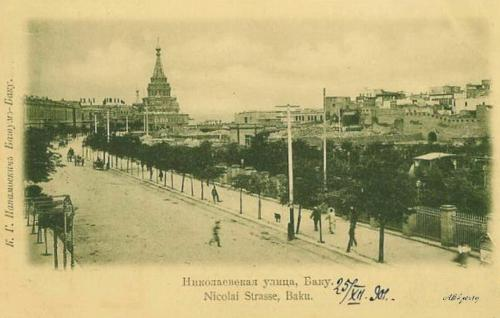

Коммунистическая
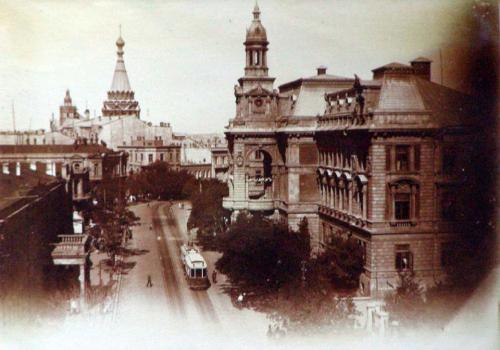
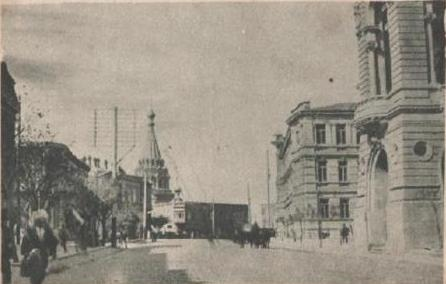
Открытка издательства «Контрагентство печати»
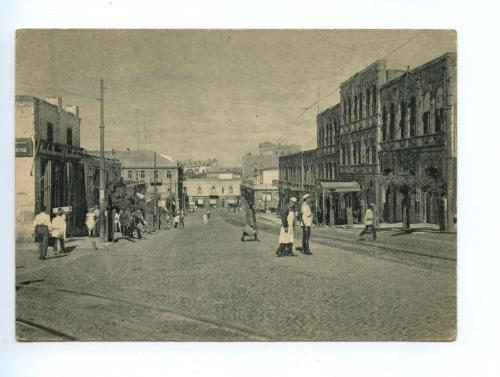
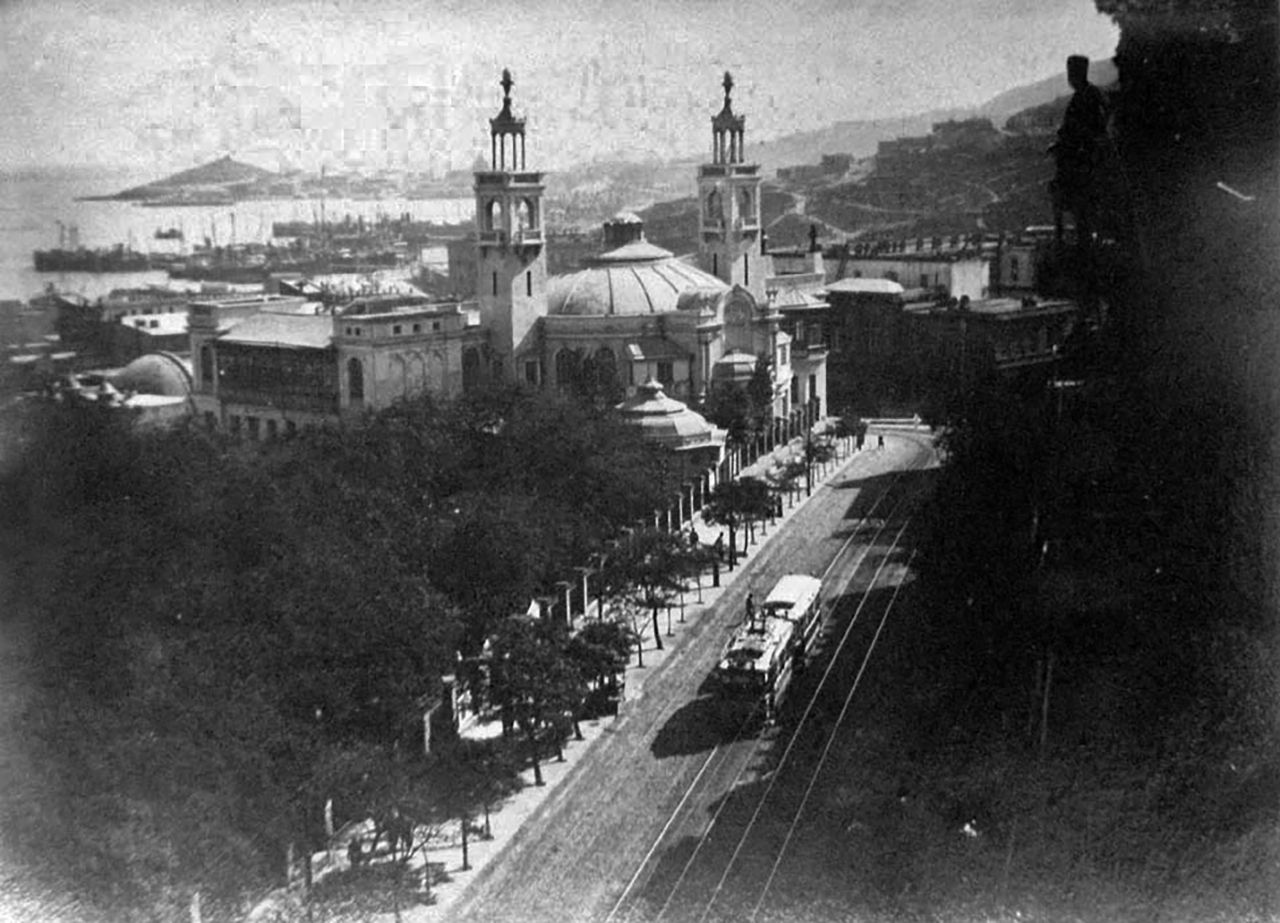
Филармония
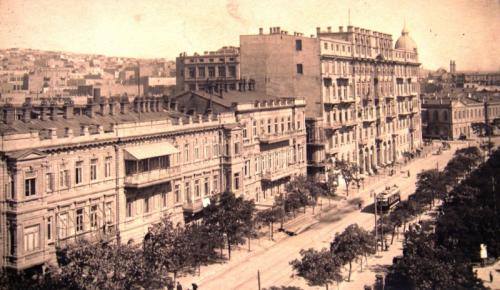
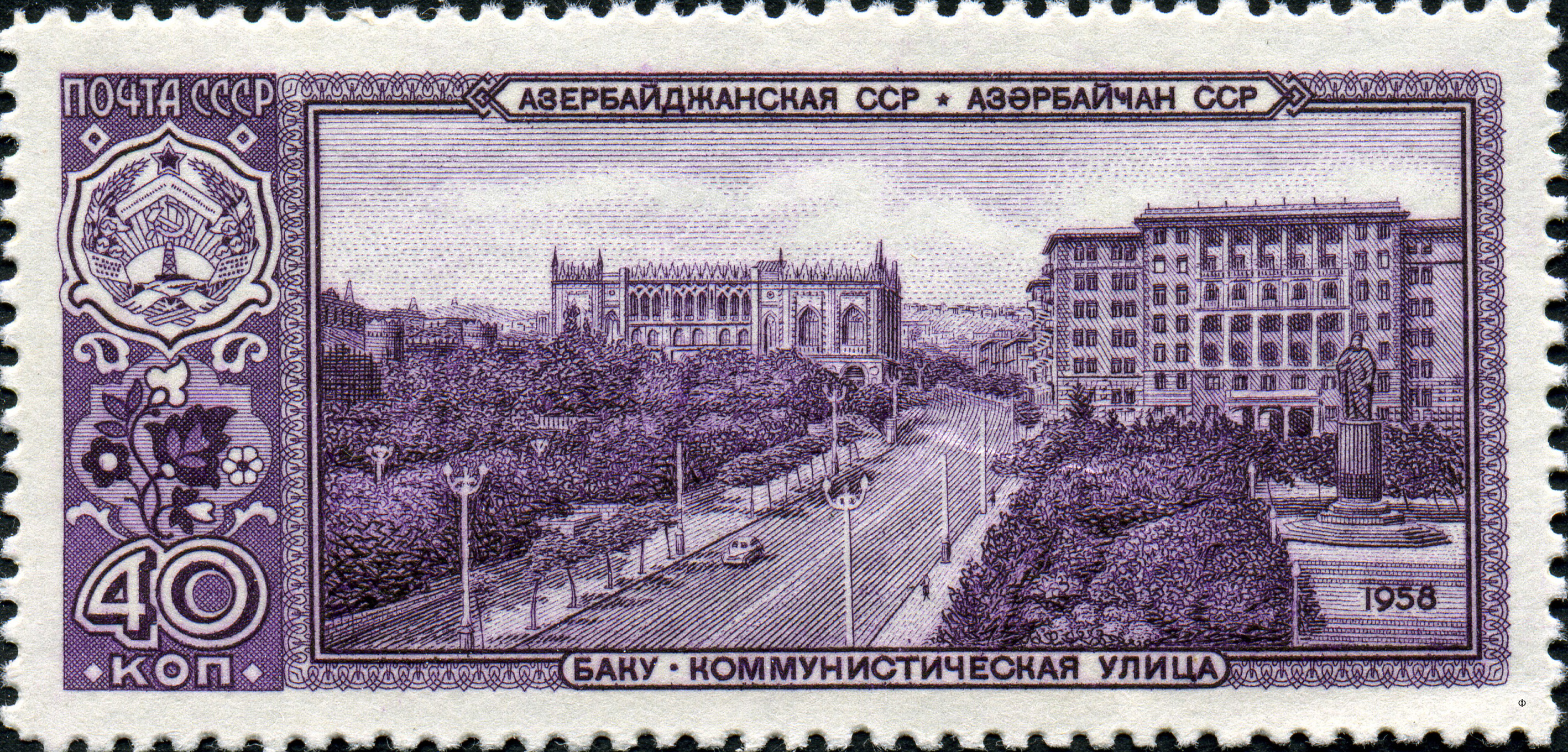
Почтовая марка 1958 год. Азербайджанская ССР. Баку. Коммунистическая улица

Истиглалият
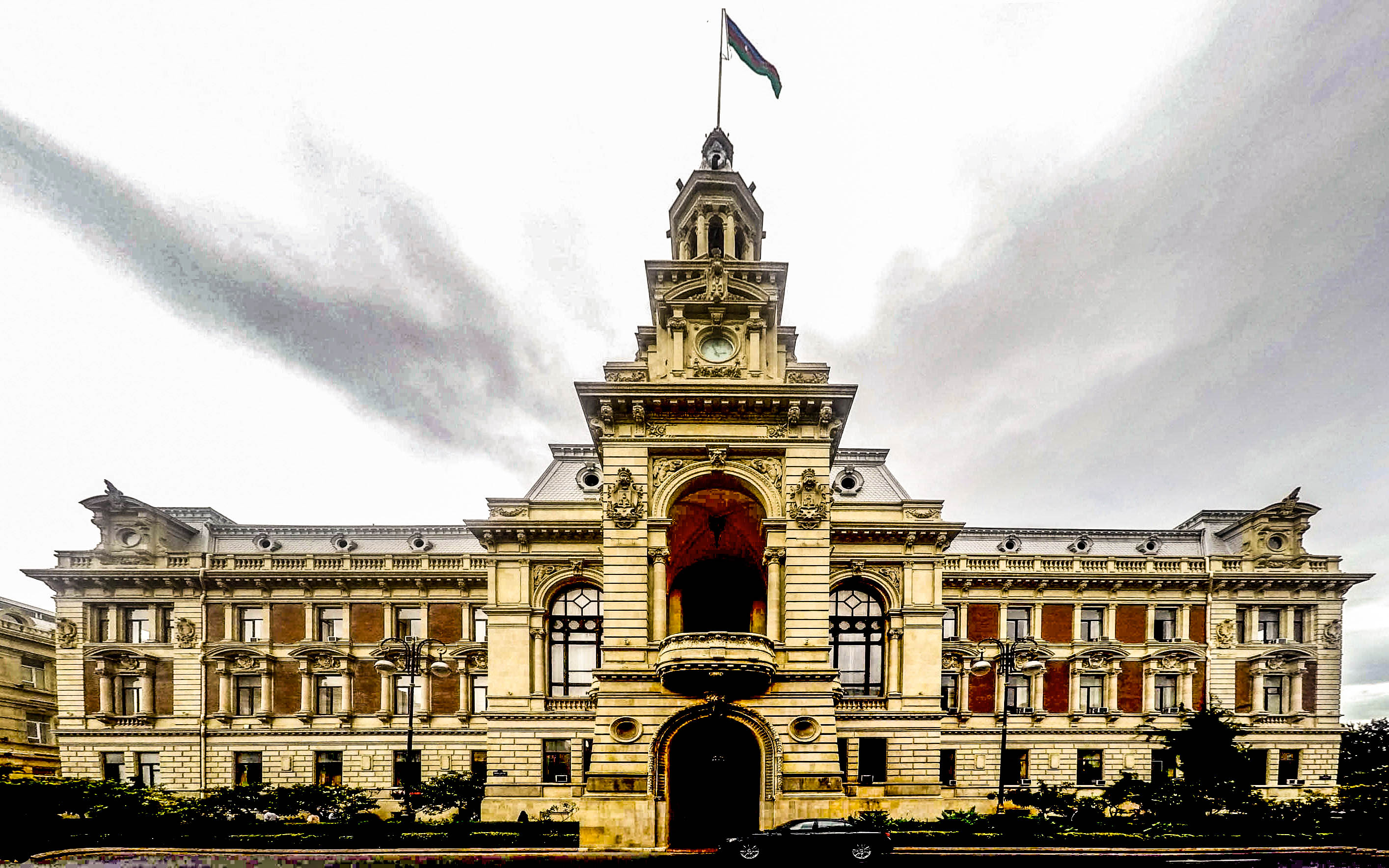
Бакинская Мэрия.
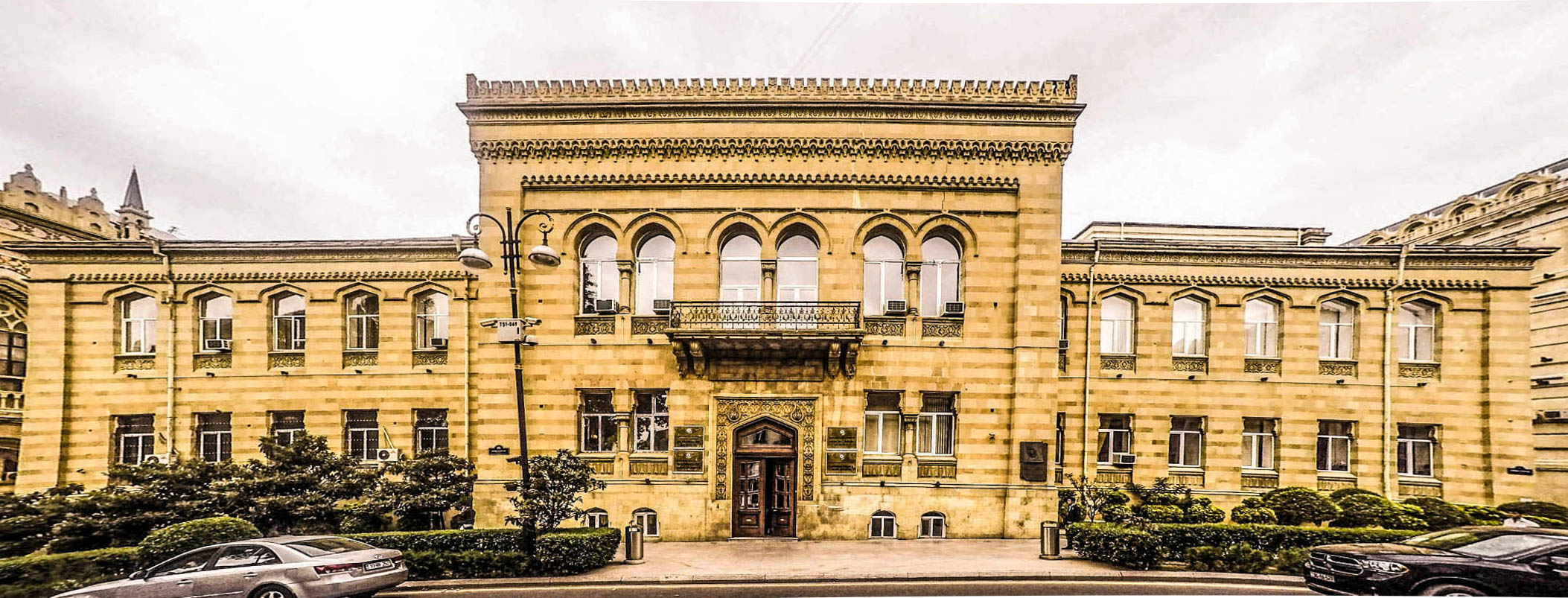
Институт рукописей.
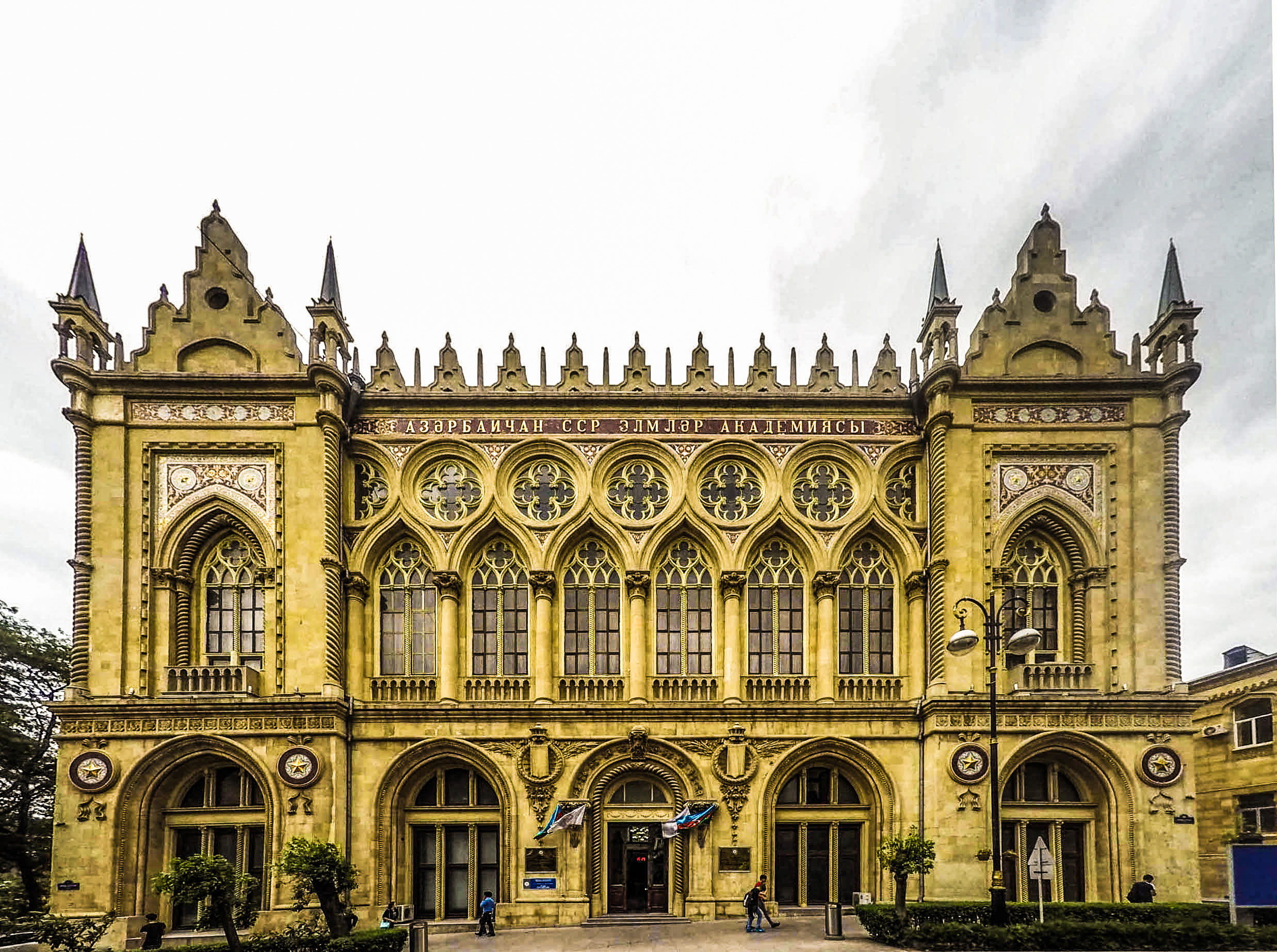
Здание президиума Н.А.Н.А..
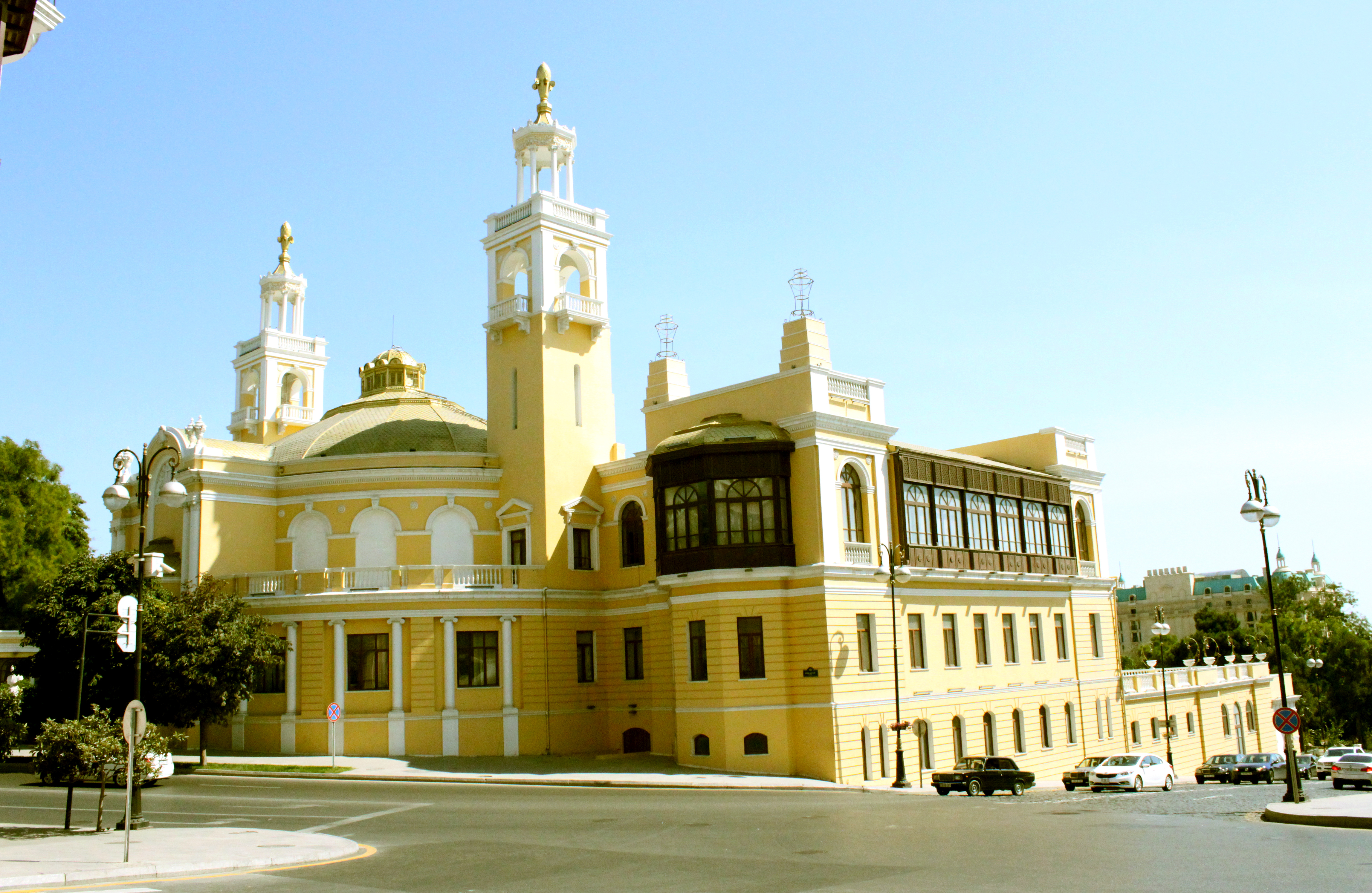
Бакинская Филармония.
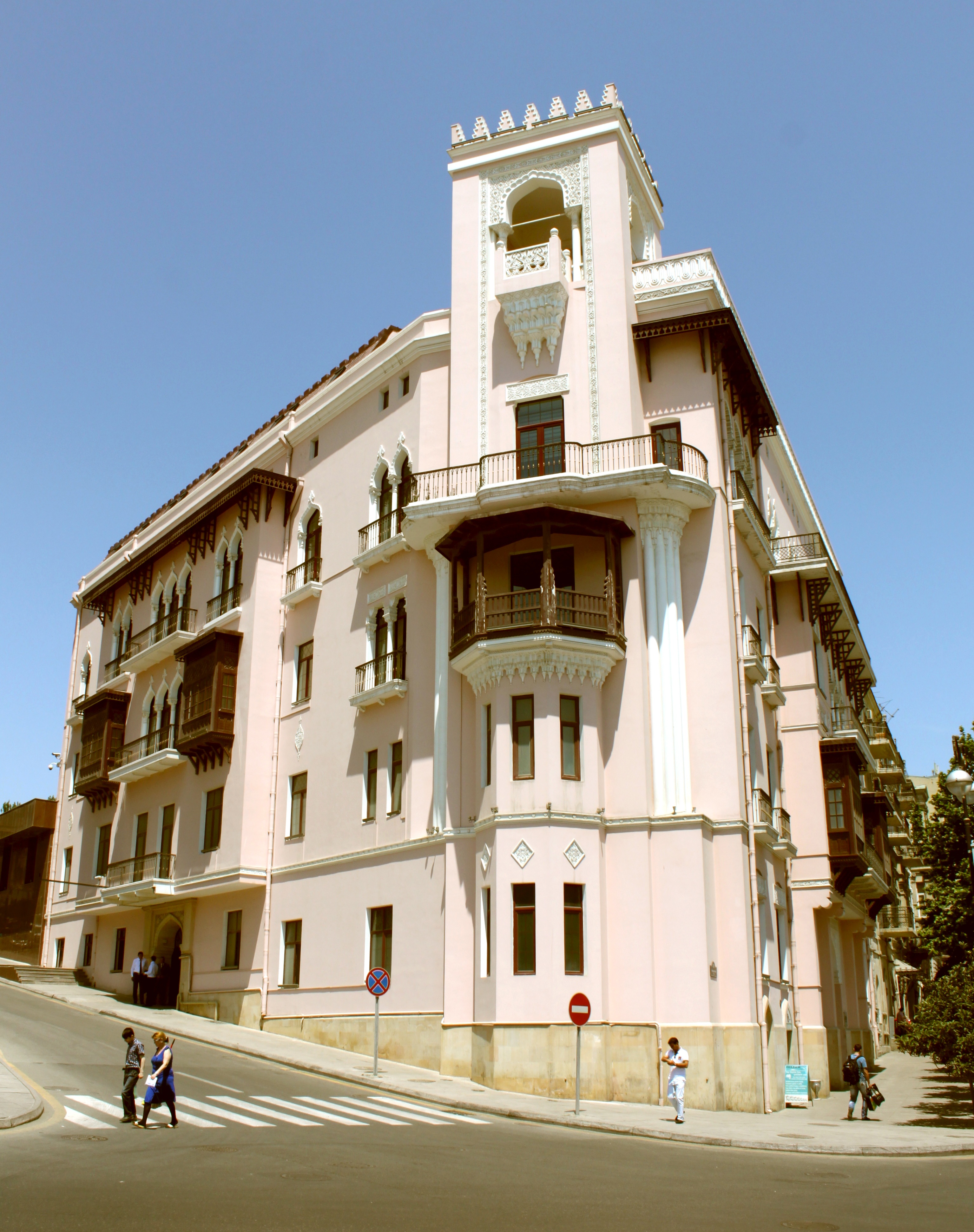
Дом братьев Садыховых.
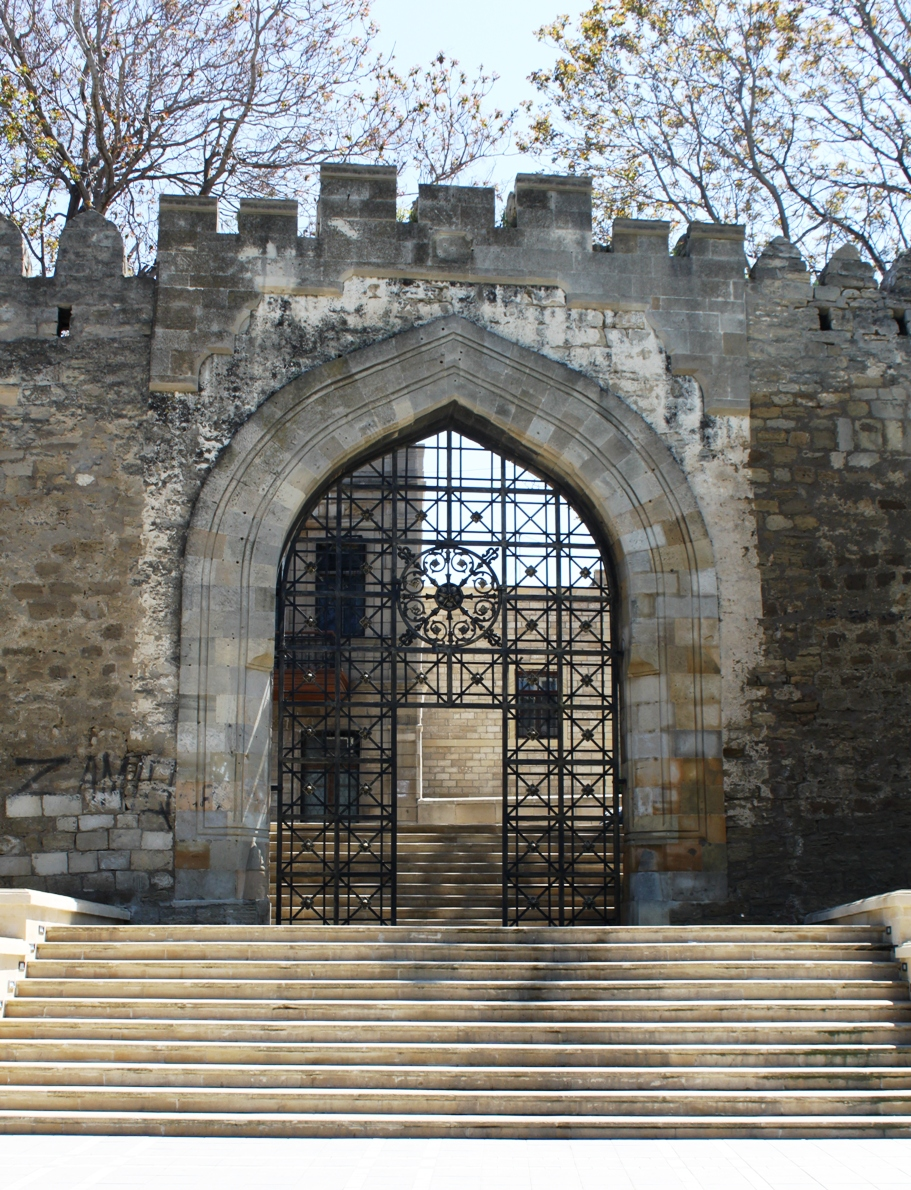
Одни из ворот Ичери Шехер выходящие на эту улицу.
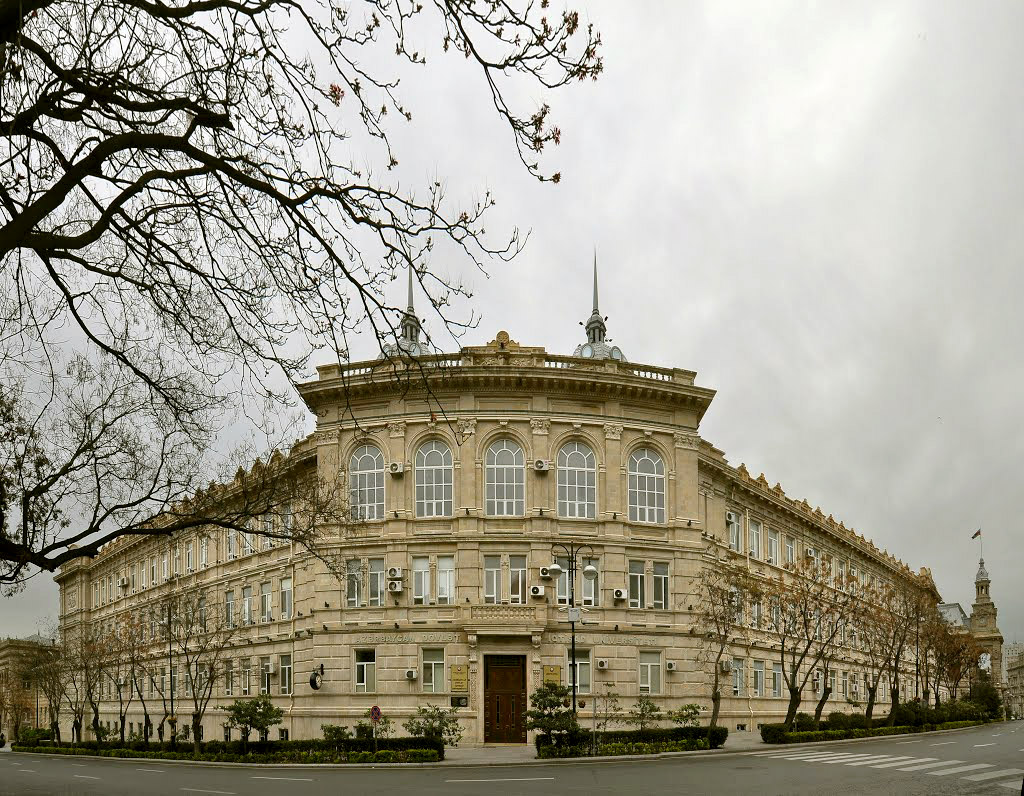
Азербайджанский государственный экономический университет.
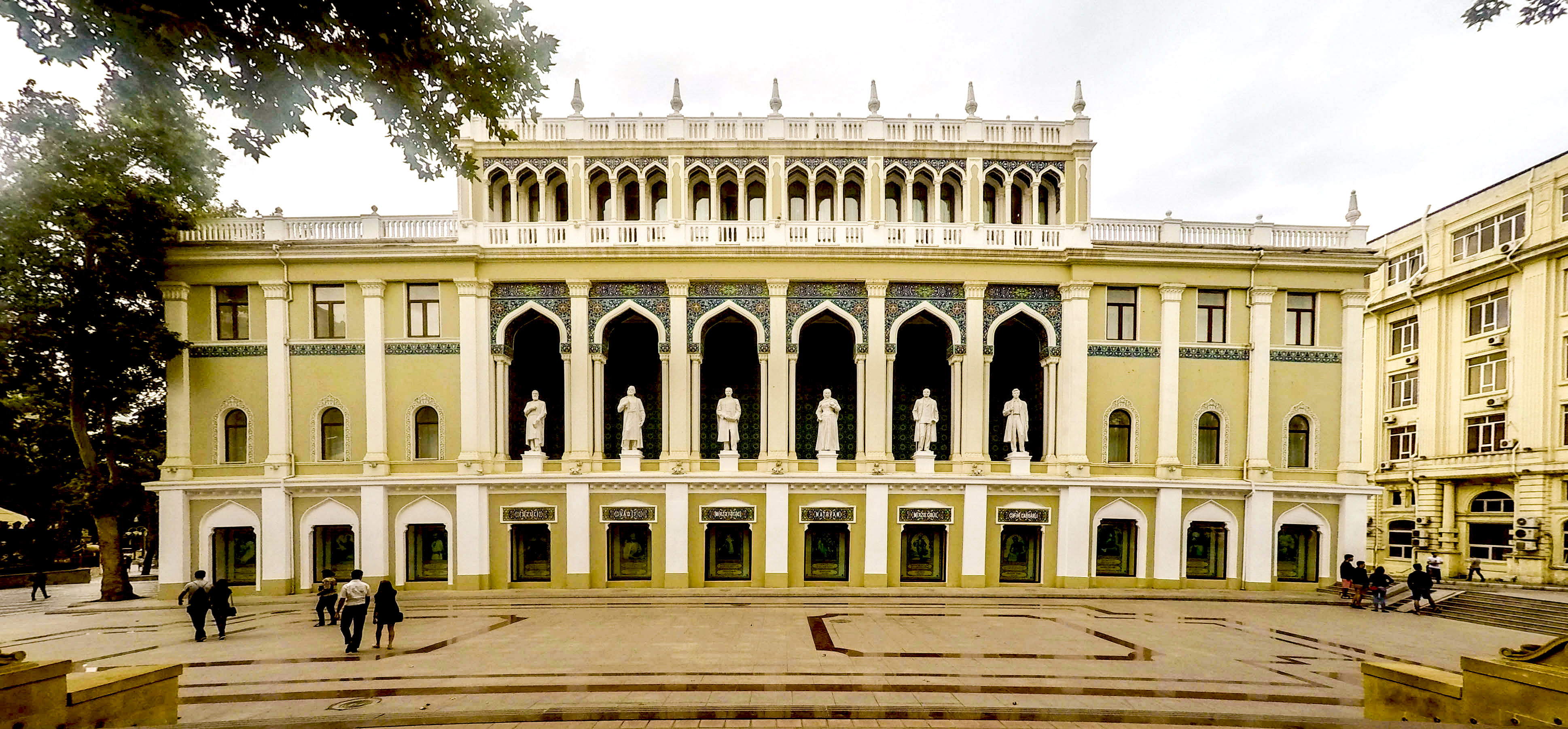
Музей азербайджанской литературы имени Низами Гянджеви.
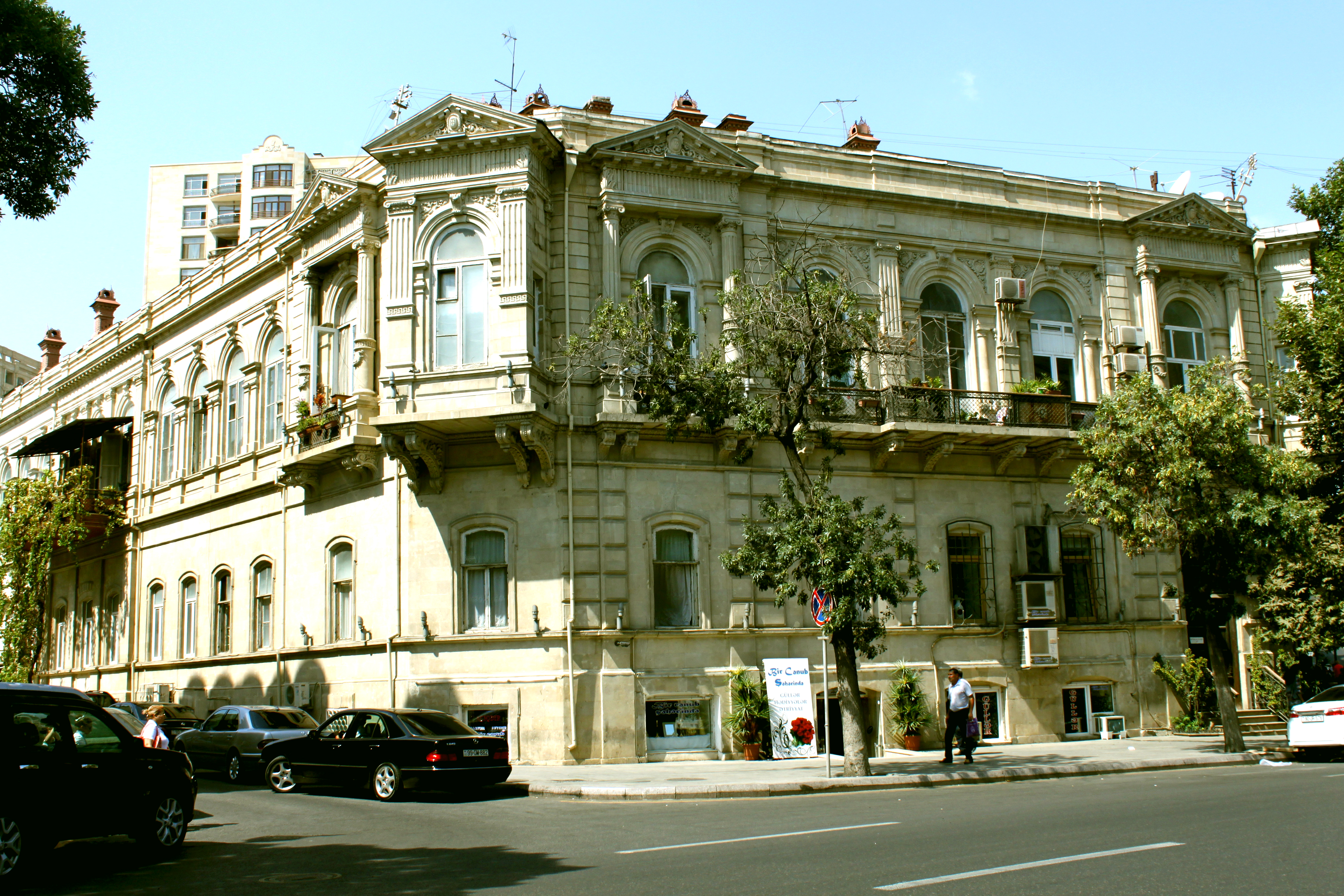
Жилой дом, 1890.
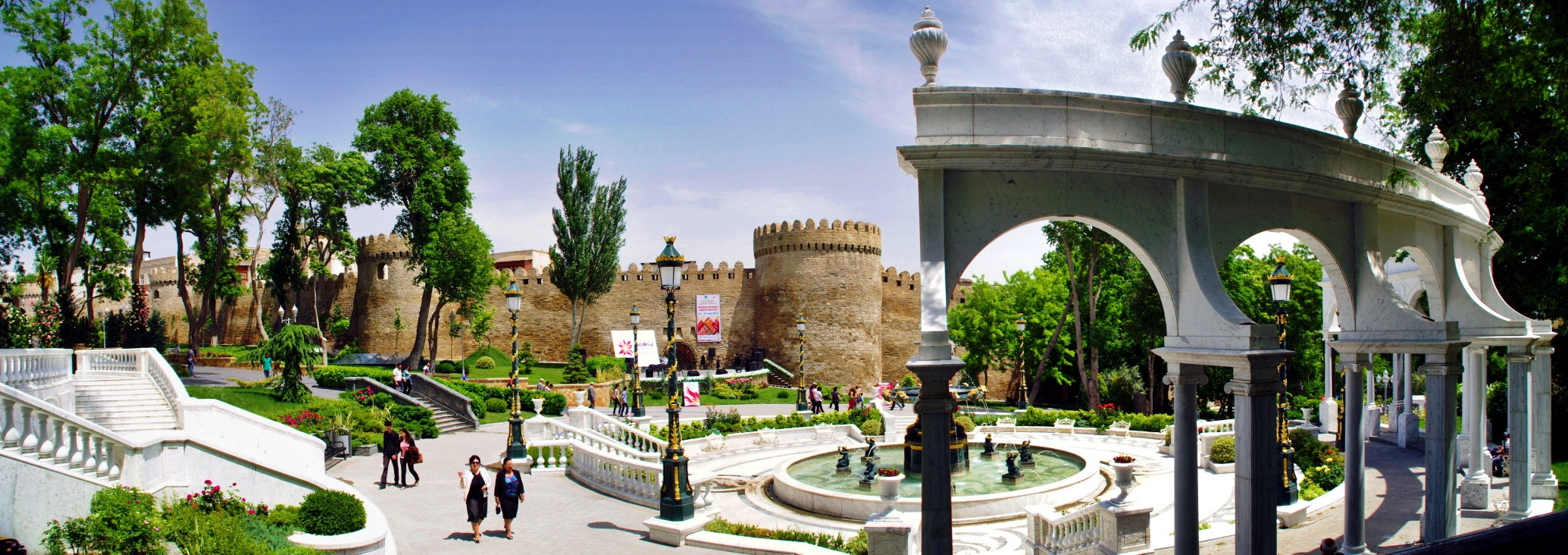
Сад филармонии.
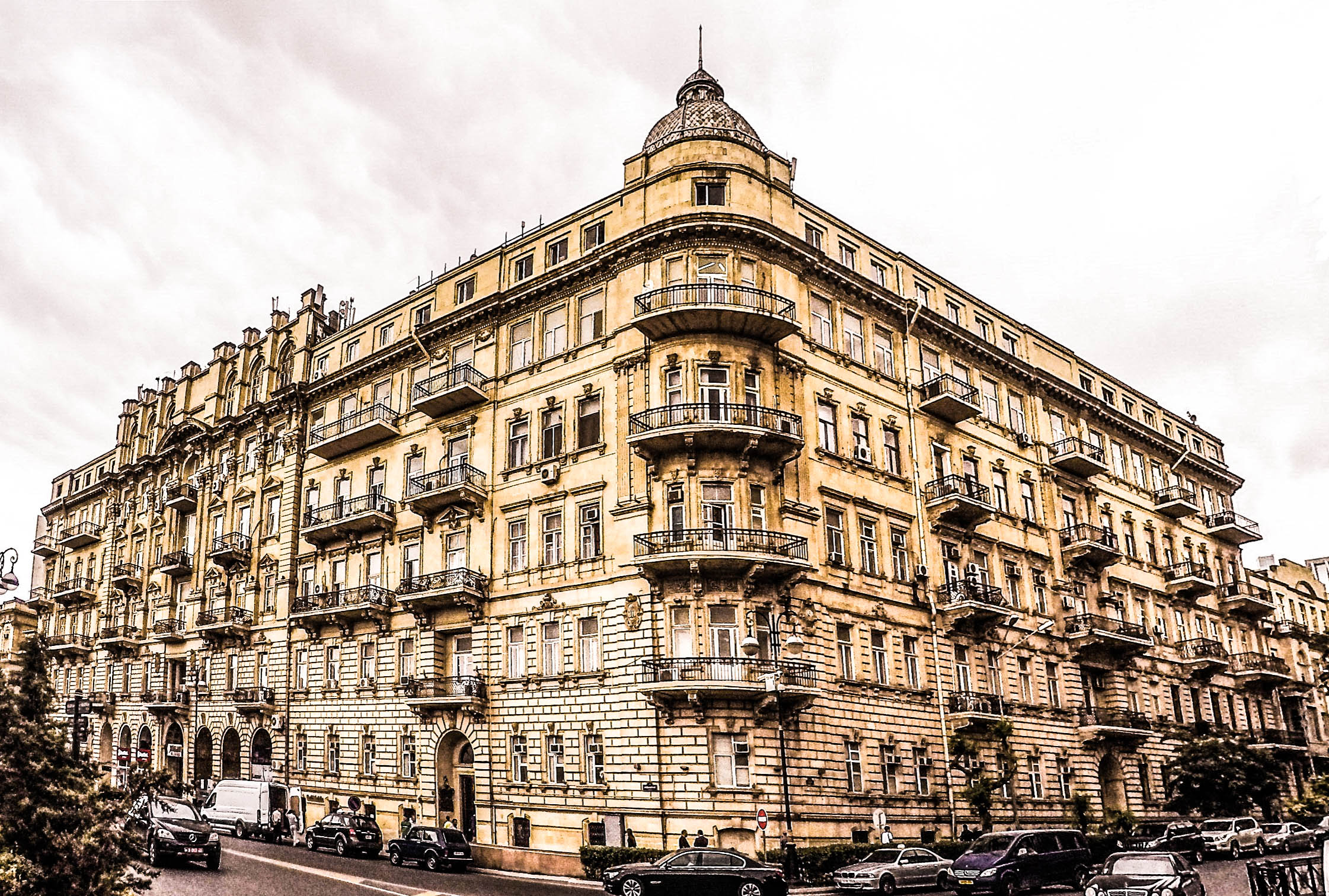
Дом Мирзабековых.
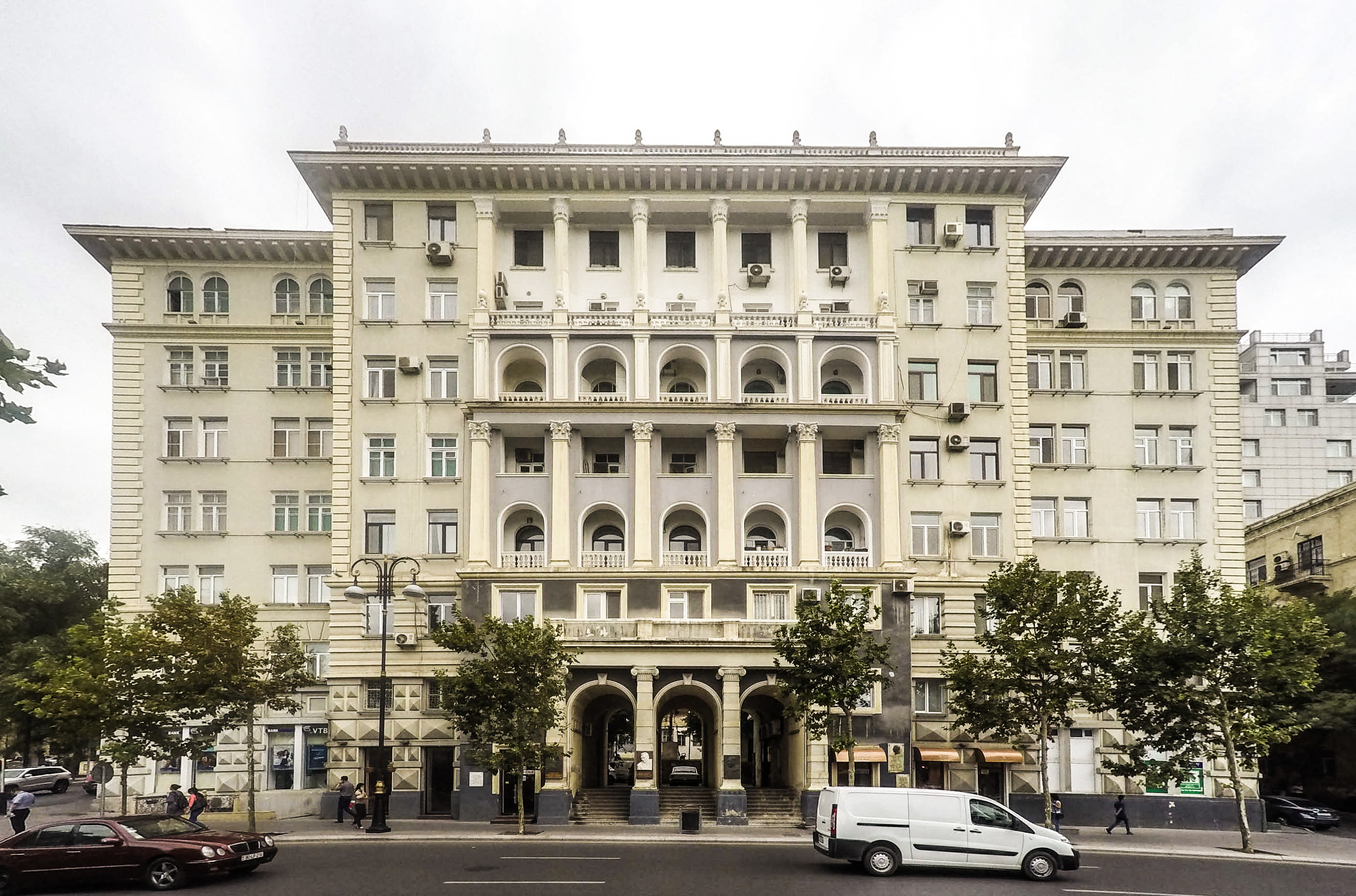
Жилой дом «Монолит».